# Lipsko (województwo podkarpackie)
Lipsko – wieś (dawniej miasto) w Polsce położona w województwie podkarpackim, w powiecie lubaczowskim, w gminie Narol.
W latach 1975–1998 miejscowość administracyjnie należała do województwa przemyskiego.
Miejscowość jest siedzibą rzymskokatolickiej parafii św. Andrzeja Apostoła.
Lipsko uzyskało lokację miejską w 1616 roku, zdegradowane w 1896 roku. W latach 1934–1954 istniała gmina Lipsko.
W 1921 roku w Lipsku były 174 domy. 
W II Rzeczypospolitej miejscowość w powiecie lubaczowskim województwa lwowskiego. W latach 1942–1944 nacjonaliści ukraińscy z OUN-UPA zamordowali tutaj 42 Polaków.

## Turystyka

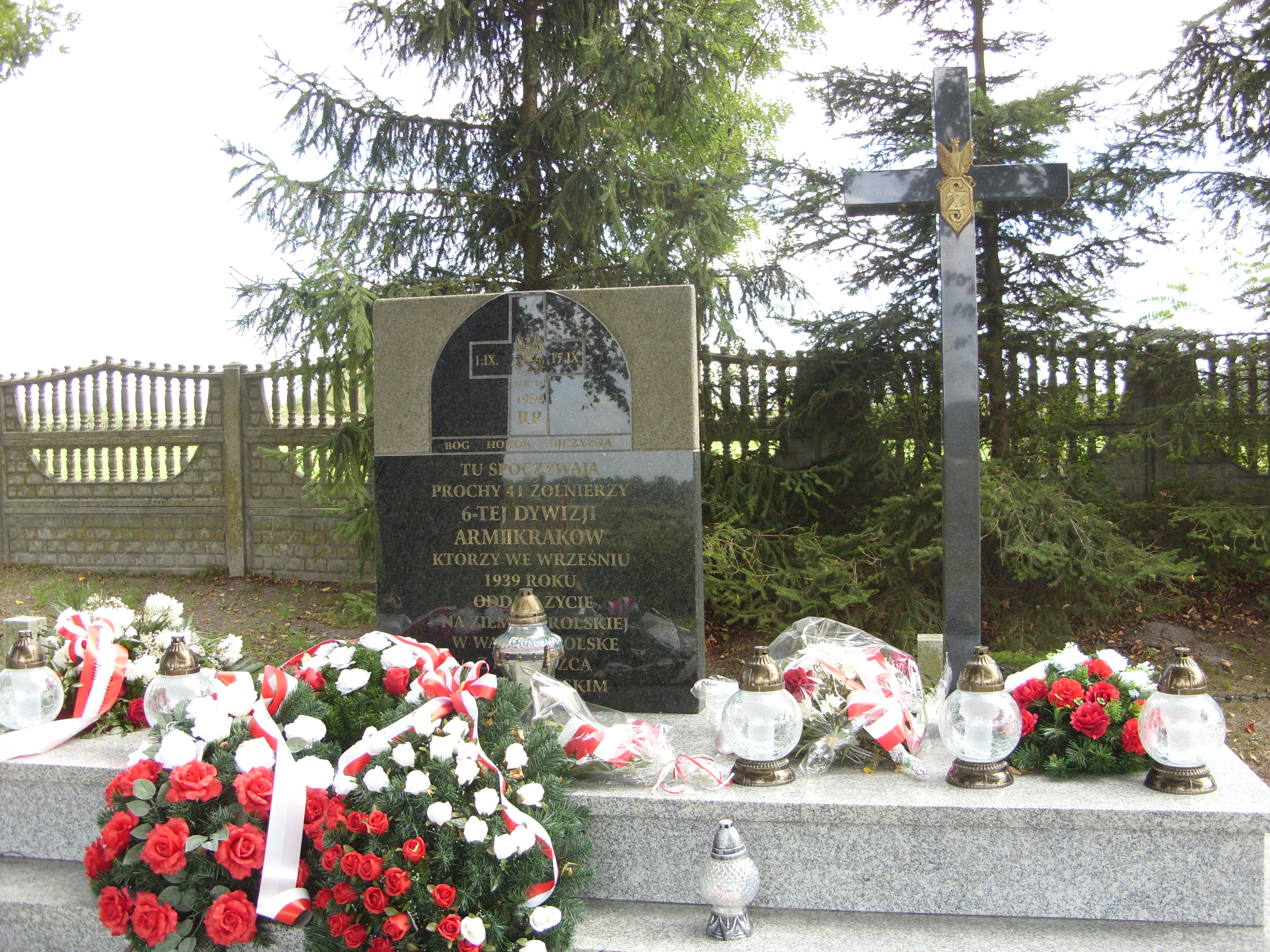
Lipsko, Pomnik Poległych Żołnierzy z 6 Dywizji Armii Kraków pod Narolem i Lipskiem w bitwach pod Tomaszowem Lubelskim 1939

Przez Lipsko prowadzi zielony szlak turystyczny  Szlak im. św. Brata Alberta z Narola do Horyńca-Zdroju, związany z działalnością i życiem św. Brata Alberta Chmielowskiego i bł. Bernardyny Marii Jabłońskiej, urodzonej w Pizunach koło Narola.